# Syzeuctus puberulus
Syzeuctus puberulus là một loài tò vò trong họ Ichneumonidae.